# 나카야마킨니쿤
나카야마 쇼지(中山翔二, 1978년 9월 17일 ~ )는 예명 나카야마킨니쿤(일본어: なかやまきんに君)으로 잘 알려진 남자 보디빌더, 코미디언, 배우, 유튜버이다. 요시모토 종합 예능 학원 (NSC) 오사카교 22기생이다.